# Hygroamblystegium tenax
Hygroamblystegium tenax là một loài Rêu trong họ Amblystegiaceae. Loài này được (Hedw.) Jenn. mô tả khoa học đầu tiên năm 1913.